# Phenylglyoxylsäure
Phenylglyoxylsäure ist eine chemische Verbindung aus der Gruppe der Carbonsäuren.

## Gewinnung und Darstellung
Phenylglyoxylsäure kann durch Oxidation von Mandelsäure mit Kaliumpermanganat oder durch Oxidation und anschließende Verseifung von Mandelsäuremethylester mittels Blei(IV)-acetat gewonnen werden. Eine alternative Synthese ist die Hydrolyse von Benzoylcyanid.

## Eigenschaften
Phenylglyoxylsäure ist ein cremefarbener brennbarer Feststoff, welcher löslich in Wasser ist.

## Verwendung
Phenylglyoxylsäure wird als Synthesechemikalie zur Herstellung anderer chemischer Verbindungen eingesetzt.